# Peart's Gap
Peart's Gap es una localidad de Santa Lucía, que forma parte del distrito de Castries.